# Zaza Janashia
Zaza Janashia (en georgià: ზაზა ჯანაშია; nascut a Zugdidi el 10 de febrer de 1976) és un futbolista professional georgià retirat que jugava de davanter. Treballa a l'escola esportiva infantil "Lokomotiv-Perovo"  de Moscou .

## Trajectòria
Janashia va jugar els primers anys de la seva carrera a la recent creada Umaglesi Liga amb equips com l'Odishi Zugdidi, Shevardeni-1906 Tbilisi i Samtrèdia.
L'any 1996 va fitxar pel Lokomotiv de Moscou, on va romandre 5 temporades mostrant un gran nivell. A la campanya de la Recopa de la UEFA 1998-99 del Lokomotiv de Moscou, va marcar un gol que va posar el Lokomotiv per davant per 1-0 en el seu primer partit de semifinals contra la Lazio. La Lazio, però, va empatar i després va passar a la final per haver marcat més gols a camp contrari després d'empat a 0 a Roma. A la final, els italians derrotarien el Mallorca per acabar sent els campions de l'última Recopa.
Janashia va tornar a Geòrgia per a jugar com a cedit al Locomotive Tbilisi l'abril de 2002.
Janashia va tenir una breu etapa a la Süper Lig amb el Kocaelispor.

## Selecció georgiana
Janashia va debutar amb Geòrgia el 7 de juny de 1997 contra Moldàvia, un partit de classificació per a la Copa del Món de 1998. També va jugar cinc partits amistosos, tres partits de classificació per a l'Eurocopa 2000, i va jugar el seu últim partit en un partit de classificació per a la Copa del Món de 2002, contra Romania el 28 de març de 2001.

## Estadístiques de carrera
| #  | Data                | Lloc                                     | Oponent   | Resultat | Competència                                    |
| -- | ------------------- | ---------------------------------------- | --------- | -------- | ---------------------------------------------- |
| 1. | 30 de maig de 1998  | Estadi Boris Paichadze, Tbilisi, Geòrgia | Rússia    | 1–1      | Amistós                                        |
| 2. | 27 de març de 1999  | Estadi Boris Paichadze, Tbilisi, Geòrgia | Eslovènia | 1–1      | Classificació per a l'Eurocopa 2000 de la UEFA |
| 3. | 28 d'abril de 1999  | Estadi Boris Paichadze, Tbilisi, Geòrgia | Noruega   | 1–4      | Classificació per a l'Eurocopa 2000 de la UEFA |
| 4. | 6 de febrer de 2000 | Limassol, Xipre                          | Armènia   | 2–1      | Amistós                                        |

## Palmarès
Lokomotiv Moscou
- Copa de Rússia : 1995–96, 1996–97, 1999–2000, 2000–01

Individual
- Un dels 33 millors jugadors de la Primera Divisió Russa: 1998, 1999
- Futbolista georgià de l'any: 1999